# Clélie, histoire romaine
Clélie, histoire romaine est un roman de Madeleine de Scudéry, publié en 10 volumes in-8°, de 1654 à 1660. Situé dans la Rome antique, il a pour personnage principal Clélie, héroïne légendaire des tout premiers temps de la République romaine. L'intrigue alterne les intrigues amoureuses, les intrigues politiques, l'aventure, les combats et de nombreuses conversations où les personnages débattent sur l'amour et l'amitié.

## Contexte historique
Il ne faut pas attendre de vraisemblance historique de Clélie. Le roman n’est que le reflet de l’actualité de son temps masquée et déguisée.
Clélie, premier roman qu’elle écrit indépendamment de son frère, avec qui elle s’est brouillée, constitue un tournant dans l’œuvre de Madeleine de Scudéry. Alors qu’elle avait pris la matière de son roman précédent, Artamène ou le Grand Cyrus, dans les événements et chez les acteurs de la Fronde, c’est le salon qu’elle vient d’ouvrir, vers 1650 qui, cette fois, lui fournit la matière Clélie. C’est ainsi qu’on y trouve, par exemple, une description de Madame Scarron, future Madame de Maintenon.

## L’écriture du roman
Ce roman est un excellent exemple du roman précieux, sous-genre du roman français du XVIIe siècle, engendré par le courant de la préciosité. Apparu aux alentours de 1650, le roman précieux a pour sujet de prédilection le sentiment, son analyse et son discours. Il est caractérisé par l'importance qu'il accorde à l'intériorité, par le raffinement dans l'analyse des sentiments, par son vocabulaire élevé et son style baroque:69-70. Cette préciosité se manifeste aussi dans les prises de position féministes déjà présentes dans Artamène:70.
Comme beaucoup de romans et nouvelles de Madeleine de Scudéry, Clélie offre « une représentation romanesque de la société précieuse et galante » dépeignant ses idéaux mondains, mais également « sa conception de l’art de vivre en société et de l’art d’aimer. » L’action romanesque s’efface peu à peu pour céder la place à des conversations morales et des analyses psychologiques qui élaborent une sociabilité nouvelle:69-70.
C’est dans Clélie que se trouve la carte de Tendre, « représentation topographique et allégorique de la conduite et de la pratique amoureuse », qui est la transposition littéraire de la relation platonique qu’elle a entretenue avec Paul Pellisson:68-69.

« Amours et aventures sont le support vivant et coloré d’une interrogation sur la « morale du monde » et ses formes d’expression, sensible à la nécessité de ménager aux femmes de valeur la place glorieuse qui leur est due. C’est à l’idéal de la conversation galante, recrutant hommes et femmes sur le seul mérite de l’esprit, que fut confié, non sans quelque clairvoyante inquiétude, ce projet résolument moderne : l’élégante discrétion de l’écriture en fait aussi tout le prix. »

## Résumé
En 509 av. J.-C., Aronce, fils du roi Porsenna, et Clélie, fille de Clélius et Sulpicie, jeunes amants, doivent célébrer leurs noces lorsqu'un tremblement de terre les sépare. Aronce échappe à la mort et ne pense qu’à sauver Clélie. Retrouvant les parents de Clélie dans un tombeau que le séisme avait ouvert, il espère la revoir. Mais Sulpicie lui dit avoir vu Horace près de sa fille avant que les cendres ne recouvrent le paysage. Aronce se met donc à chercher, mais ne la trouve pas. Il en vient à espérer être mort lui aussi, si Clélie a péri dans cette catastrophe. Un retour est alors opéré sur le cycle de leurs amours et fait découvrir au lecteur les péripéties par lesquelles sont passés les deux jeunes gens avant de se retrouver.

### Première partie, Livre I
Le jour précédant les noces de Clélie, fille de Clélius et de Sulpicie, et d'Aronce, fils du roi Porsenna, dans la campagne de Capoue, les gens ressentaient encore le retard du mariage, dû au débordement récent du fleuve causé par la tempête. Mais le père de Clélie avait quand même choisi de la marier dans les belles ruines qui en avaient résulté. L’inquiétude envahissait Aronce, comme au moment où son rival, Horace, apparut au mariage. Clélie, inquiète de cette présence, demande à son père d’empêcher une bataille entre les deux. À ce moment, la terre se met à trembler, séparant les deux amants, répandant flammes, cendres et fumées partout dans la campagne. Aronce échappe à la mort et ne pense qu’à sauver Clélie. Retrouvant les parents de Clélie dans un tombeau que le tremblement avait ouvert, il espère la revoir. Mais Sulpicie lui dit avoir vu Horace près de sa fille avant que les cendres ne recouvrent le paysage. Aronce se met donc à la chercher, mais ne la trouve pas. Il en vient à espérer être mort lui aussi, si Clélie a péri dans ce tremblement.
Sans nouvelles depuis longtemps, il apprend par Sténius, ami d’Horace, que ce dernier est toujours vivant. Sténius lui fait lire cette lettre qui révèle qu’Horace est en possession de Clélie. Avec son ami Célère, Aronce part de Capoue pour retrouver Clélie. Mais arrivé au bord du lac de Trasimène, il aperçoit une barque qui contient Horace et Clélie, en plus de six autres hommes armés, combattant dix hommes dans une autre barque, sur le lac. Sur cette seconde barque se trouve le Prince de Numidie, un ami, de qui s’échappait rapidement Horace. Voyant cela au loin, Aronce est fâché de ne pouvoir se battre aussi. Mais pendant qu’il voit Horace s’enfuir, un esclave couvert de sang sort des bois et lui demande d’aller au secours du prince de Pérouse  Mézence, que des traîtres veulent assassiner. L’honneur lui dicte de l’aider. Il sort de la bataille légèrement blessé et est hébergé chez Sicannus, ami de Célère, sur l’île des Saules. Là, il apprend que le prince de Numidie est également son rival auprès de Clélie. Il apprend aussi la situation politique en Étrurie. Mézence tient prisonnière sa fille Galérite et le roi Porsenna, que ses fidèles veulent libérer. Aronce se noue d’amitié avec la princesse des Léontins, Lysimène.

À la demande de celle-ci, Célère raconte l’Histoire de Clélie et Aronce, qui révèle que le roi Porsenna est le père d’Aronce. On apprend que le roi a épousé la fille de Mézence, Galérite, tout en restant l’otage politique de son beau-père. En effet, les deux ont un enfant qui, pour échapper à la justice de Mézence, est embarqué vers Syracuse. Lors du naufrage de son bateau, l’enfant est recueilli par Clélius et Sulpicie, qui eux-mêmes ont perdu leur fils durant la tempête. Cet enfant, c’est Aronce, qu’ils nomment ainsi en l’honneur du fils disparu. Ils l’emmènent à Carthage avec eux. Quatre ans plus tard, ils ont Clélie. Les deux enfants bénéficiant d’une excellente éducation, Aronce se fait ami avec le jeune prince de Carthage et le jeune prince de Numidie. Par ces amitiés, Aronce est toujours loin de Clélie, qui grandit pour devenir une belle jeune femme. Alors, accompagné d’un ami du prince de Carthage, Amilcar, ils partent à trois voir toute la Grèce, puis Rome. Là, le tyran Tarquin sévit, et le prince de Carthage fait la rencontre d’Horace, victime exilée de Tarquin, qui converse avec Aronce. Les deux deviennent amis et Horace continue le voyage de retour avec eux. Pendant les quatre ans qui précédèrent leur retour, Clélie, devenue magnifique, est la favorite de Maharbal, celui qui avait alors la plus grande autorité à Carthage. Clélius hésite à lui donner sa fille en mariage, le prince de Numidie est également amoureux d’elle, et au retour d’Aronce, ce dernier tombe amoureux d’elle. Les trois arrivent le jour de la fête de Tyr, qui donne aux Phéniciens une partie de leur fortune, et de leurs filles, pour célébrer l’alliance des deux peuples. Clélie, Aronce, Amilcar et Horace se retrouvent tous à cette fête. Aronce et Clélie se reconnaissent et se plaisent beaucoup. Mais Aronce va demander à Sulpicie des nouvelles de Clélius, alors que Clélie attendait Aronce. Lorsqu’il vient la voir, il la complimente et les deux décident de s’appeler frère et sœur. Clélius retrouve Aronce qu’il voit comme un fils, puis Horace qu’il voit comme un allié. Les trois, Aronce, le prince de Numidie et Horace passent la majorité de leur temps avec Clélie, chez Sulpicie, alors que Maharbal est aux prises avec l’administration de Carthage. C’est alors que le prince de Numidie déclare son amour à Clélie, qui rejette le prince, à la fois par dédain et parce qu’il risque les foudres de Maharbal. Quant à Aronce, il renonce à avouer son amour à Clélie, par respect pour Clélius et Sulpicie, alors que Horace, amoureux lui aussi, ne voyait pas le besoin de le lui révéler. Mais les rivaux sont tout de même amis. Clélie ignore donc l’amour des trois, sauf celle de Maharbal qui est connue de tous. S’ensuit une discussion sur l’amour, en compagnie de Barcé et Sozonisbe, deux nouvelles mariées. Aronce croit en l’amour naissant de l’amitié, pas soudain, alors qu’Horace croit au coup de foudre. Le prince de Numidie et Maharbal se joignent à la conversation et changent de sujet. La compagnie se sépare. Aronce avoue son amour pour Clélie à Célère, et son désespoir quant à son union avec elle. Il décide de s’opposer à son amour pour elle. Clélie ainsi, refuse Horace, Maharbal, le prince de Numidie, et penche plus vers Aronce.
Amilcar, le prince de Carthage, Aronce et Célère partent pour Utique. Maharbal découvre les sentiments du prince de Numidie pour Clélie et tente de faire arrêter Clélius. Ce dernier, Clélie et Sulpicie fuient avec Horace vers Syracuse, Aronce va les rejoindre pour découvrir qu’ils sont prisonniers de pirates avec qui il se battait. Ils se délivrent de leur emprise, se rendent à Syracuse et puis à Capoue, où ils sont accueillis par l’oncle de Célère, le gouverneur de la cité. Clélie, qui reçoit toute la belle société de Capoue, vit le bonheur. Aronce lui déclare son amour dans une lettre, au moment où Horace en fait autant. Les deux s’étonnent, mais ne se laissent pas aller à la haine.
Un jour, Herminius, romain illustre exilé par Tarquin, ami d’Horace, arrive à Capoue, se fait aimer de Clélius qui demande à Aronce de se lier d’amitié avec lui. Lors de sa rencontre avec Sulpicie et Clélie, il tomba sous le charme de la jeune fille, mais son cœur était à Rome. Pour cela, Clélie l’apprécie beaucoup. Puis, lors d’une journée avec Aronce, Herminius, Horace, Fénice, amante de Célère, et ce dernier, Clélie explique sa conception de l’amour et de l’amitié, avec la Carte de Tendre, qu’Herminius lui demanda en lettre. Clélie lui envoie donc une carte avec de réelles vallées, montagnes, villes, etc. Célère a conservé cette carte qu’il montre à Lysimène. Cette carte contient trois villes, Tendre-sur-Inclination, Tendre-sur-Estime, Tendre-sur-Reconnaissance, qui peuvent être atteintes de différentes façons, qu’elle nous explique. On sait grâce à cela qu’Aronce est en avance sur Horace, dans la course pour Clélie. Les deux se battent alors en duel, Clélius empêche une fin tragique au duel, se range du côté d’Horace. Mais Aronce, aidé d’Herminius qui sauve Clélius de l’assassin de Tarquin, est reconnu en tant que fils de Porsenna, lorsque deux des serviteurs du roi et de Galérite le reconnaissent. Les noces des deux sont annoncées, la veille du départ d’Aronce pour Pérouse où il ira délivrer son père. Là s’achève le récit de Célère à la princesse des Léontins.

### Première partie, Livre II
Aronce se rend à Pérouse, réussit à faire libérer Porsenna son père, et se fait reconnaître par ses parents et par Mézence, et négocie un accord de paix entre les deux. Mais Porsenna conclut une alliance avec Tarquin, et met Aronce dans une position embarrassante. Aronce se rend donc à Ardée, où se trouve Clélie prisonnière d’Horace, cité assiégée par Tarquin. En chemin, il retrouve Amilcar et Herminius, et fait la connaissance des Grecs Artémidore et Zénocrate. Avant d’arriver à Ardée, ils veulent s’assurer que Clélie est bien là et que Tarquin prévoit bien son siège. Pendant qu’ils attendent le retour des reconnaissances, Herminius raconte l’Histoire de Tarquin le Superbe, qui montre la fondation de la ville de Rome, les crimes que lui et Tullie ont fait pour se défaire de leurs conjoints et du roi Servius, père de Tullie, pour usurper le trône. Cette combine est davantage expliquée. Puis, Aronce, Célère et Herminius se dirigent vers la cité assiégée, et Amilcar, Artémidore et Zénocrate vont vers le camp de Tarquin. Devant Ardée, Aronce surprend Horace en fuite avec Clélie. Profitant du combat entre les deux, Hellius officier de Tarquin enlève Clélie et ses compagnes pour les faire prisonnières à Rome. Aronce s’y rend pour négocier leur liberté. Puis, blessé, Horace est ramené à Ardée par Herminius.

### Première partie, livre III
Confus dans leurs sentiments, ils arrivent à Ardée quelques heures plus tard. Là, ils voient des chariots remplis de dames, parmi lesquelles se trouvait Clélie. Les captives sont conduites à Tarquin. Clélie a frappé par sa beauté le regard du prince Sextus et de son père Tarquin. Les héros se rapprochent doucement des prisonnières, tout en conservant l’incognito. Aussi, Clélie se fait passer pour la sœur de Célère, pour éviter que Tarquin ne sache qu’elle est la fille de son ennemi juré. Sextus, amouraché de Clélie, s’entretient de son amour avec Amilcar. Puis, un autre jour, Aronce réussit à parler à Clélie, pendant qu'Amilcar détourne l’attention de Sextus avec une autre conversation sur l’amour, entre les autres compagnons et les captives. Puis Amilcar commence l’histoire d’Artaxandre.
Il s’agit d’un récit composé de noms fictifs. Artaxandre arrive en Crète et va se promener dans un jardin éloigné avec un ami. Là se trouvent Céphise et Pasithée, dont il avait beaucoup entendu parler. Son ami, Philionte, prédit l’attirance des deux. Là, les deux hommes voient Pasithée imiter un amant qu’Artaxandre connaissait. Il se présente donc et aborde Pasithée, la complimente. Pasithée, qui avait eu bons mots d’Artaxandre par Céphise, est curieuse. Ils passent une belle journée, font des jeux, et Pasithée lui donne son voile à garder, de même qu’une bague. Ayant beaucoup de plaisir l’un avec l’autre, ils développent des sentiments amoureux.
Puis, avec les indices que lui dévoila Céphise, Artaxandre découvre que Pasithée a eu un amant, mort, qu’elle a tôt fait d’oublier. Troublé, Artaxandre demande des explications à Pasithée, qui démontre une forte insensibilité, et il voit qu’elle sait très mal aimer. Puis, les gens arrivent chez Pasithée et la conversation devient générale. Céphise croit au respect de l’amant défunt. Artaxandre se rebella et cessa d’être enjoué. Pour rompre avec Pasithée, il lui renvoie un portrait qu’elle lui avait donné, et se rend aux champs le lendemain, avec Philionte chez qui il logeait.
À ce moment arrive en ville une jeune femme, Cynésie, avec sa mère Philire, qui vont loger devant la maison du père de Philionte, et se lient d'amitié avec la mère de ce dernier. Lorsque la maison brûle par accident, elles vont se réfugier chez le père de Philionte, en l’absence du fils et d’Artaxandre. C'est ainsi que Philire prend la chambre de Philionte, et Cynésie, la chambre d’Artaxandre. Hors de Crète, les deux hommes s’en retournent tranquillement par la voie marine, sur une petite barque. Ils arrivent en Crète nuitamment, et se rendent à la maison du père. Malgré la présence des esclaves, qui ignoraient où logeaient les dames, les deux hommes se rendent dans leurs chambres respectives. Dans sa chambre, Artaxandre aperçoit dans son lit Cynésie, magnifique endormie, et en tombe presque amoureux. Pour lui signaler sa présence, il lui laisse une boîte à portrait, dans laquelle il écrit quelques vers, près d’elle sur son lit. Échangeant la sienne contre celle de Cynésie, il sort sans la réveiller et rencontre Philionte dans les escaliers, qui revenait de découvrir la laide Philire dans son lit. Ils s’en retournèrent, ordonnèrent aux domestiques de ne rien révéler de leur venue par barque, mais bien par terre. Espérant que Cynésie n’a pas le même caractère que Pasithée, il décide de porter la boîte qu’il lui a prise, le soir venu, pour se faire reconnaître d’elle. L’ouvrant, il remarque qu’elle contient le même portrait de Pasithée que celle-ci avait donné à Artaxandre auparavant. Alors, il suppose que les deux sont amies, mais Philionte croit que ce portrait vient d’un amant de Pasithée, Clidamis, qui l’aurait ensuite donné à Cynésie, préférant cette dernière plus que l’autre.
À son réveil, Cynésie découvre la boîte couverte de diamants, plutôt que d’émeraude la sienne. Sur le coup, elle croit qu’elle provient du père de Philionte, mais son amie Cléophile la rassure, en lui disant qu’il s’agit assurément d’Artaxandre. Cynésie explique à son amie pourquoi elle a le portrait de Pasithée avec elle. En effet, parce que Clidamis l’aimait et pas elle, elle lui dit d’aller se faire aimer de quelqu’un d’autre, et que peut-être alors elle allait l’aimer. Ainsi, il se fit aimer de Pasithée. Lorsque Clidamis vint voir Cynésie pour lui montrer qu’il s’est fait aimé, elle ne peut lui redonner son portrait. Le soir, cependant, tous se réunirent et Clidamis vit la boîte de Pasithée dans les mains d’Artaxandre, de même que Cynésie, qui reconnut en lui celui qui l’aimait. Les deux échangent de belles paroles et finirent par échanger leurs boîtes. Un amour se développa entre eux deux.
Un soir, alors qu’Artaxandre et Philionte se promènent dans un jardin, ils tombent sur Pasithée et Céphise. Pasithée, toujours rancunière, avoue à Artaxandre que Cynésie aimait autrefois Alphimédon, homme désagréable et plus qu’imparfait, estimé de personne. Apprenant cela, Artaxandre ne comprend pas, et croit que Cynésie doit être bien folle pour aimer un pareil homme. Lorsqu’il lui demande des explications, elle lui dit qu’elle le connaît depuis son enfance, et qu’elle le voit d’une façon différente de celle des autres gens de Crète. L’ayant autrefois aimé, elle ne l’aime pourtant plus. À cela, Artaxandre voit une grande incohérence. Cynésie se sent alors offensée, et Artaxandre ne voit plus l’intérêt pour une femme qui aime sans cohérence. Ils se séparent alors. Artaxandre est consolé par l’affection de Céphise, à qui il raconte ses aventures, et dont il garde un meilleur souvenir que celui de Pasithée ou Cynésie. Ici s’achève le récit d’Amilcar.
Sextus a bien aimé cette histoire, mais Célère connaît bien les personnes qui se cachent derrière les personnages de l’Histoire d’Artaxandre. Il donne alors la clé de l’histoire à Plotine. Amilcar demande alors son amour à Plotine, s’il lui révèle les noms. Mais tout le monde l’apprend, alors que Zénocrate lit à voix haute les tablettes sur lesquelles Plotine a écrit les noms et leur correspondance. On apprend qu’Artaxandre n'est autre qu'Amilcar. Les uns et les autres prononcent leur avis sur le fait de dissimuler sa propre histoire sous des pseudonymes. La discussion terminée, Sextus a l’occasion de parler à Clélie, et s’intéresse tant à elle qu’il aimerait bien retarder son départ pour le siège d’Ardée. Mais Tullie fait pression sur Tarquin pour délivrer les captives, pour faire partir Clélie. Les femmes firent leurs adieux aux hommes, et Aronce se sépara de Clélie. Tarquin tombe peu à peu sous le charme de Clélie, et l’identité d’Aronce est découverte. Il doit alors s’éloigner de Clélie, que Sextus promet de protéger.

#### Édition de référence
- Clelie, Histoire romaine, édition critique par C. Morlet-Chantalat, 5 volumes, Paris, Honoré Champion, 2001-2005 (Sources Classiques n°  30, 40, 44, 51, 63).

#### Autres éditions modernes
- Clélie, histoire romaine, Paris, Gallimard, 28 avril 2006, 448 p. (ISBN 2070418847).
- Clélie, histoire romaine, vol. 10, Saint-Didier, Éditions L'Escalier, 2022-2024.

#### Études
- Nicole Aronson, « Mademoiselle de Scudéry et l’histoire romaine dans Clélie », Romanische Forschungen, no 18,‎ 1976, p. 183-94.
- (de) Renate Baader, « Komische Lektionen aus dem literarischen Salon : Molière, Mlle de Scudéry und das Preziösentum », Cahiers d’Histoire des Littératures Romanes, vol. 10, nos 1-2,‎ 1996, p. 29-47.
- Nicole Boursier, « Avatars de l’héroïne chez Madeleine de Scudéry », Présences féminines : Littérature et société au XVIIe siècle français, Paris, Papers on Fr. Seventeenth Cent. Lit.,‎ 1987, p. 261-89.
- (en) Anne E. Duggan, « Clélie, Histoire Romaine, or Writing the Nation », Le Savoir au XVIIe siècle, Tübingen, Narr,‎ 2003, p. 71-79.
- (en) Anne E. Duggan, « Lovers, Salon, and State : La Carte de Tendre and the Mapping of Socio-Political Relations », Dalhousie French Studies, no 36,‎ fall 1996, p. 15-22.
- (en) Anne E. Duggan, Salonnières, Furies, and Fairies : The Politics of Gender and Cultural Change in Absolutist France, Newark, U of Delaware P, 2005.
- (de) Dietmar Fricke, « Liebe und Leid-literarische Themen und Texte als Archeologie und Archetypik eines neusprachlichen Diskurses : Ein Plädoyer für (ältere) Literatur im Französischunterricht », Literarischer Kanon und Fremdsprachenunterricht, Bonn, Romanistischer,‎ 2001, p. 89-109.
- (en) James F. Gaines, « Lucrèce, Junie, and Clélie : Burdens of Female Exemplarity », Proceedings of the Annual Meeting of the Western Society for French History, no 17,‎ 1990, p. 515-524.
- Séverine Genieys, « L’Androgynéité de la femme généreuse dans la Clélie de Madeleine de Scudéry », Saintes et mondaines (France 1450-1650), Durham, University of Durham,‎ 2002, p. 233-49.
- Séverine Genieys-Kirk, « De l’art de savoir bien feindre dans l’œuvre de Madeleine de Scudéry », Artful Deceptions : Verbal and Visual Trickery in French Culture, Bern, Peter Lang,‎ 2006, p. 227-42.
- Séverine Genieys-Kirk, « Le Nu féminin dans la Clélie de Madeleine de Scudéry », Intersections, Tübingen, Narr,‎ 2005, p. 199-208.
- Nathalie Grande, « Quand le roman œuvre en moraliste : Madeleine de Scudéry et Clélie », Dalhousie French Studies, no 27,‎ été 1994, p. 31-49.
- Solange Guénoun, « Clélie : Terres inconnues et imaginaires : Pour une épistémologie du transport », Voyages : Récits et imaginaire, Paris, Papers on Fr. Seventeenth Cent. Lit.,‎ 1984, p. 81-100.
- Noémi Hepp, « À propos de la Clélie : mélancolie et perfection féminine », Mélanges offerts à Georges Couton, Lyon, PU de Lyon,‎ 1981, p. 161-168.
- Noémi Hepp, « L’Architecture dans quelques grands romans du premier XVIIe siècle », Travaux de Littérature, no 12,‎ 1999, p. 289-300.
- Chloé Hogg, « Pour une esthétique des tablettes : Clélie et les tablettes à écrire au XVIIe siècle », Seventeenth-Century French Studies, no 28,‎ 2006, p. 117-33.
- (en) Martha M. Houle, « Lire la femme dans la carte : la Carte du tendre », L’Homme et ses signes, Berlin, Mouton de Gruyter, no I-III,‎ 1992, p. 737-42.
- (de) Doris Kolesch, « Kartographie der Emotionen : Schauplätze des Wissens im 17. Jahrhundert », Kunstkammer, Laboratorium, Bühne, Berlin, de Gruyter,‎ 2003, p. 161-75.
- (en) Donna Kuizenga, « Des choses heureusement inventées : Verisimilitude in Clélie », Cahiers du dix-septième, vol. 3, no 1,‎ printemps 1989, p. 77-87.
- Nabuko Kurata, « Le Thème de l’amour dans les romans de Mlle de Scudéry : Amitié tendre », Études de Langue et Littérature Françaises, no 38,‎ mars 1981, p. 1-16.
- John D. Lyons, « Clélie et la pratique sociale de l’imagination », Littératures Classiques, no 45,‎ printemps 2002, p. 207-16.
- Chantal Morlet-Chantalat, La Clélie de mademoiselle de Scudéry: De l'épopée à la gazette: un discours féminin de la gloire, Paris, Honoré Champion, 1994,
- Marlies Mueller, Les Idées politiques dans le roman héroïque de 1630 à 1670, Cambridge, Dept. of Romance Langs. & Lits. of Harvard Univ., 1984.
- James S. Munro, Mademoiselle de Scudéry and the Carte de Tendre, Durham, Univ. of Durham, 1986.
- Alain Niderst, « Clélie : Du roman baroque au roman moderne », Actes de Baton Rouge, Paris, Papers on Fr. Seventeenth Cent. Lit.,‎ 1986, p. 311-319.
- Alain Niderst, « L’Enjouée Plotine, Madame de Maintenon, Madeleine de Scudéry et Ninon de Lenclos », Papers on French Seventeenth Century Literature, vol. 27, no 53,‎ 2000, p. 501-8.
- Alain Niderst, « La Remise en cause de René Godenne », Papers on French Seventeenth Century Literature, vol. 23, no 65,‎ 2006, p. 551-53.
- Alain Niderst, « La Théorie du portrait littéraire et du portrait pictural au XVIIe siècle », Word & Image, no 4 (1),‎ janvier-mars 1988, p. 105-8.
- Alain Niderst, « Le Brutus de Madeleine de Scudéry », Bruto il maggiore nella letteratura francese e dintorni, Fasano, Schena,‎ 2002, p. 75-87.
- Alain Niderst, « Les Mystères de Clélie », Francographies, no 1,‎ 1997, p. 11-26.
- Alain Niderst, « Sade dans Cyrus et Clélie », Violence et fiction jusqu’à la Révolution, Tübingen, Narr,‎ 1998, p. 237-44.
- Alain Niderst, « Scarron, les Scudéry et le burlesque », Burlesque et formes parodiques dans la littérature et les arts, Seattle, Papers on Fr. Seventeenth Cent. Lit.,‎ 1987, p. 139-46.
- Alain Niderst, « Sur les clefs de Clélie », Papers on French Seventeenth Century Literature, vol. 11, no 41,‎ 1994, p. 471-83.
- (en) Robert Nunn, « The Rape of Lucretia in Madeleine de Scudéry’s Clélie », Violence et fiction jusqu’à la Révolution, Tübingen, Narr,‎ 1998, p. 245-49.
- Robert R. Nunn, « Mlle. de Scudéry and the Development of the Literary Portrait : Some Unusual Portraits in Clélie », Romance Notes, no 17,‎ 1976, p. 180-84.
- (en) Gloria Feman Orenstein, « Journey through Mlle de Scudéry’s Carte de Tendre : A 17th-Century Salon Woman’s Dream/Country of Tenderness », FEMSPEC, no 2 (2),‎ 2002, p. 53-66.
- (en) Jeffrey N. Peters, Mapping Discord : Allegorical Cartography in Early Modern French Writing, Newark, U of Delaware P, 2004.
- (it) Isabella Pezzini, « Astrazione e figura nella rappresentazione delle passioni : La Carte de Tendre in Clélie di Madeleine de Scudéry », Bologna, la cultura italiana e le letterature straniere moderne, Ravenna, Longo, no I-III,‎ 1992, II: 313-19.
- (de) Christa Schlumbohm, « Devisenkunst im Dienste öffentlicher Anklage : Dekor und Dekorum bei Gouffier, Bussy-Rabutin und Mlle de Scudéry », Romanistisches Jahrbuch, no 16,‎ 1995, p. 99-121.
- Jörn Steigerwald, « L’Oiconomie des plaisirs : La praxéologie de l’amour galant : à propos de la Clélie », Zeitschrift für französische Sprache und Literatur, no 3,‎ 2008, p. 237-256.
- Daniel Vaillancourt, « Pouvoir, police, récit : sur Clélie de Madeleine de Scudéry et le Roman bourgeois d’Antoine Furetière », L’Invraisemblance du pouvoir : mises en scène de la souveraineté au XVIIe siècle, Fasano ; Paris, Schena ; PU de Paris-Sorbonne,‎ 2005, p. 161-82.
- Isabelle Ducharme, « Regards sombres vers l’intériorité dans la Clélie », Études françaises, vol. 44, no 2,‎ 2008, p. 139-158 (lire en ligne).